# Lourenço Rodrigues da Fonseca
Lourenço Rodrigues da Fonseca (1250 -?) foi um nobre e Cavaleiro medieval do Reino de Portugal. Foi Alcaide-mor de Olivença, teve o seu casamento tratado pela rainha D. Leonor Teles de Meneses por esta rainha ser parente da senhora com quem veio a casar.

## Relações familiares
Foi filho de Rui Vasques da Fonseca (1240 -?) e de Maria Gonçalves de Moreira, filha de Gonçalo Rodrigues da Moreira e de Margarida Martins do Amaral. Casou com uma parente da Rainha D. Leonor Teles, D. Aldonça Anes Botelho (1250 -?) de quem teve:
1. Martim Lourenço da Fonseca casou com Berenguela Pires de Tavares,
2. Aldonça da Fonseca (1280 -?) casou com Mem Gonçalves Amado (1275 - 18 de Agosto de 1352), senhor de Penela.